# Solo el amor (película)
Solo el amor es una película dramática, romántica y musical argentina dirigida por Diego Corsini y Andy Caballero sobre su propio guion escrito en colaboración con Yamila Saud. Está protagonizada por Franco Masini y Yamila Saud. Se estrenó el 25 de octubre de 2018.

## Sinopsis
Emma es una joven abogada estructurada que vive siguiendo el mandato familiar impuesto por un padre estricto. Noah es el líder de una banda de rock de garaje que busca trascender, pero a sus canciones algo les falta y no llega su golpe de suerte. Un día todo cambia cuando ambos literalmente chocan por accidente y sus vidas se entrelazan en un apasionado romance. Gracias a ese amor, a Noah le llega la inspiración y los temas musicales se convierten en éxito. Llega la fama, los seguidores en redes sociales y pasar del anonimato a ser una sensación. Al mismo tiempo, Emma encara sus verdaderas pasiones y ante el descubrimiento de algo oscuro debe decidir qué hacer con su vida. La pareja se somete a las presiones, una mánager invasiva y amistades que se ponen a prueba.

## Reparto
Participaron del filme los siguientes intérpretes:
- Franco Masini como Noah Langdon
- Yamila Saud como Emma Salomé
- Facundo Gambandé como Eric
- Victorio D'Alessandro como Dany
- Andrea Frigerio como Maia Levin
- Gerardo Romano como Dr. César Salomé
- Bautista Lena como Brian «El Gato»
- Josefina Ramírez como Laura
- Noel Schajris como Paco
- Daiana Hernández como fan de la heladería
- Daniela Aita como Malena
- Juan Marconi como Guardia en museo
- Lucia Bach como fan del bar
- Betto Sosa como peluquero
- Matías Pérez Solari como vagabundo

## Crítica
Paula Vázquez Prieto en La Nación escribió:

”Música, fama, chicos y chicas lindas, un poco de romance y algunas lágrimas. Esa es la fórmula que sigue casi al pie de la letra la película...sin salirse de la rigidez de esa construcción ni de los deberes de esos ingredientes. La historia…podría haber tenido, no originalidad, pero sí atractivo y entusiasmo. Sin embargo, todas las escenas...están ideadas como montajes en un largo videoclip, desprovistas de verdadero relato y sumergidas en una fragmentación innecesaria. Lo que más simpatía despierta es el spanglish de Andrea Frigerio, que se divierte en secreto sin que nadie se dé cuenta, con sus pelucas, sus falsas sonrisas y sus juegos de palabras.